# 羅益強
羅益強（英語：、，1939年8月27日—2015年5月11日），台灣企業家，籍貫浙江省鄞縣，台灣飛利浦工程師，台灣飛利浦（IC）廠經理。在1999年，因健康因素辭職。

## 生平
羅益強於1939年出生于南京。1948年，9歲的羅益強跟著父親，搬家到江蘇省南京市，再迁徙到台湾高雄。離兵工廠不遠處所搭建的宿舍，就成為羅益強一家三口的居所。1963年，他獲得国立成功大学物理學学士学位。1969年，加入飛利浦担任工程师，為飛利浦貢獻30年。

## 創辦台積電
1985年，行政院同意當時的工研院院長張忠謀提出在新竹科學園區設立代工半導體晶圓廠，做為帶動台灣半導體產業的火車頭。這個開創全球晶圓代工產業模式的計畫，當時被稱為「政府有史以來最大投資案」，由行政院開發基金主導，計畫在國內籌資100億新台幣。由於晶圓製造涉及先進技術的引進與未來市場的開發，當時的行政院長俞國華特別要求，台積電這個計畫至少要有一個國際半導體業者參與。建管負責籌組工作的張忠謀在美國的半導體業工作了30年，並且曾經擔任半導體龍德州儀器的資深副總裁，這樣的專業背景扔難以說服包括英特爾、摩托羅拉與德儀在內等國際半導體大廠，參與台積電百億元的晶圓廠計畫。籌資無著，眼看這個關係台灣未來10年重要的產業計畫，就要延宕停擺。就在膠著當口，1985年12月，傳出飛利浦對政府主導的超大型積體電路計畫（VLSI，設立台積電）有興趣，經濟部正授權工研院電子所洽談中。幾經洽談，飛利浦不但有意願投資，而且願意在成立之初佔27.5%，成為政府以外最大的股東，並在最初出資合約中，明文表示日後優先購買股權超過51%，充分顯示對台積電發展的信心。讓原本整個停滯不前的計畫邁開大步。

## 著作
| 書名     | 合著者        | 年份   | 出版社   | ISBN               |
| 借鏡荷蘭 | 史仕培 陳雅慧 | 2002年 | 天下雜誌 | ISBN 957-0395-52-4 |